# Букпа (сопка, Кокшетау)
Букпа́ (каз. Бұқпа — досл.: «Прятаться») — невысокая гора (сопка), у подножия которой возник город Кокшетау. Расположена на севере Кокшетауской возвышенности. Наивысшая точка — 363 м над уровнем моря. С подветренной стороны сопка покрыта естественными берёзово-сосновым лесками, а также лесопосадками из ясеня обыкновенного и клёна ясенелистного с примесью жимолости татарской. Открытые участки заняты степями или степными лугами.
Название Букпа распространилось на две вершины. В документах можно встретить информацию о том, что лыжная база Динамо находится на Букпе. Карты высот также указывают именно ту вершину где находится лыжная база. Часто называют Букпой и сопку вплотную прилегающую к городу Кокшетау и озеру Копа.
Букпа — самая высокая сопка в городской черте Кокшетау. С вершины открывается живописный вид на окрестности города. Букпа является популярной среди жителей Кокшетау зоной отдыха. На юго-восточной части сопки находится лыжная база «Динамо». На склоне центральной вершины находится недостроенный лыжный трамплин. У подножья сопки находится Казачье кладбище и братская могила расстрелянных в 1914 году казаков.

## Расположение и описание
Находится в западной части города Кокшетау, на юго-западном берегу озера Копа, на территории Акмолинской области Казахстана. Вдоль южной окраины сопки проходит автомобильная дорога P11 (Кокшетау — Саумалколь — Рузаевка).

## История

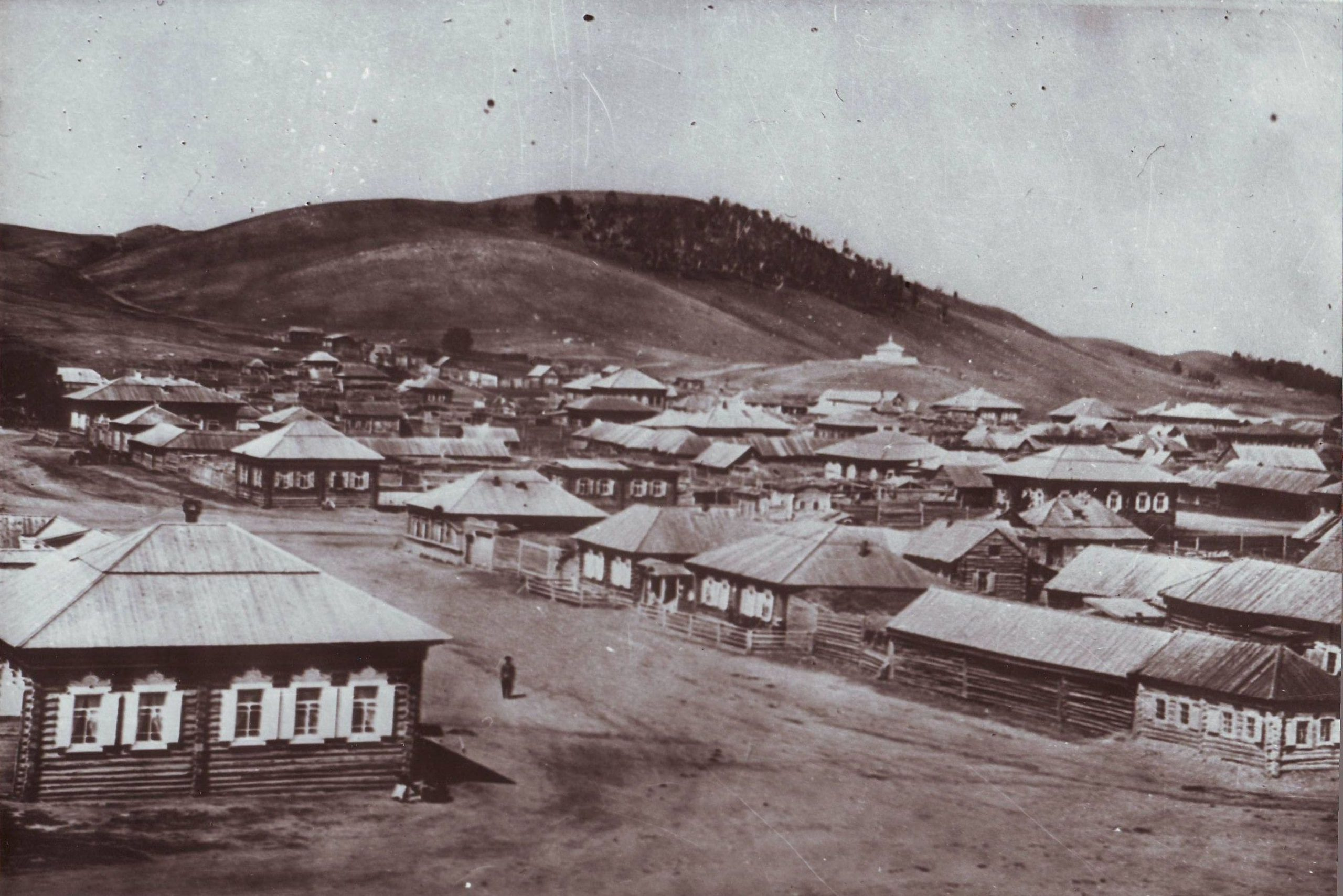
Часовня на северо-восточном склоне Букпы в 1880 году

В 1827 году у подножия сопки началось строительство поселения Кокшетау.
В 1847 году на северо-восточном склоне сопки построен Храм Святого Великомученика Георгия Победоносца, однако в 1875 году храм был разобран и перенесен на площадь, а на этом месте позже установлена часовня.
С 1858 года рядом с сопкой начинает разрастаться мещанская, городская часть поселения Кокшетау.
В 1965 году на сопке воздвигнут ретрансляционный пункт, установлена 100-метровая телевизионная вышка, общая высота вместе с сопкой – 180 метров.
В 2012 году на склоне северо-восточной части сопки была установлена надпись «КОКШЕТАУ», подобная знаменитой «HOLLYWOOD» на Голливудских холмах в Лос-Анджелесе. Надпись выполнена большими белыми буквами из металла, длина надписи — 67 метров, высота букв — 10 метров.
В 2017 году произведена реконструкция смотровой площадки.

### Куйбышевские скалы
На юго-западной окраине Кокшетау в районе сопки Букпа есть скалы, груда валунов, которые носят название Куйбышевских. К одному выступу из гранитных глыб ранее была прикреплена литая памятная мемориальная доска с надписью: «В этих местах в 1900 году двенадцатилетний В. В. Куйбышев прятал прокламации, выполняя первое задание партии. Здесь началась его революционная деятельность». В советское время Куйбышевские скалы — место сборов кокчетавских пионеров. Здесь проходили торжественные пионерские линейки, приём в пионеры.

## Предгорья Кокшетау в культуре и искусстве
- О холмах Кокшетау А. И. Цветаева писала в своей повести «Старость и молодость»[a][9]:

Писали ли о том, что горы, близкие, — мешают, а дальние (а холмы и вблизи) помогают жить? Вот холмы обняли Кокчетав полукругом, утешают его: мы — тут, мы — кругом, охраняем от холода, пустоты, беспредельности...

## Галерея

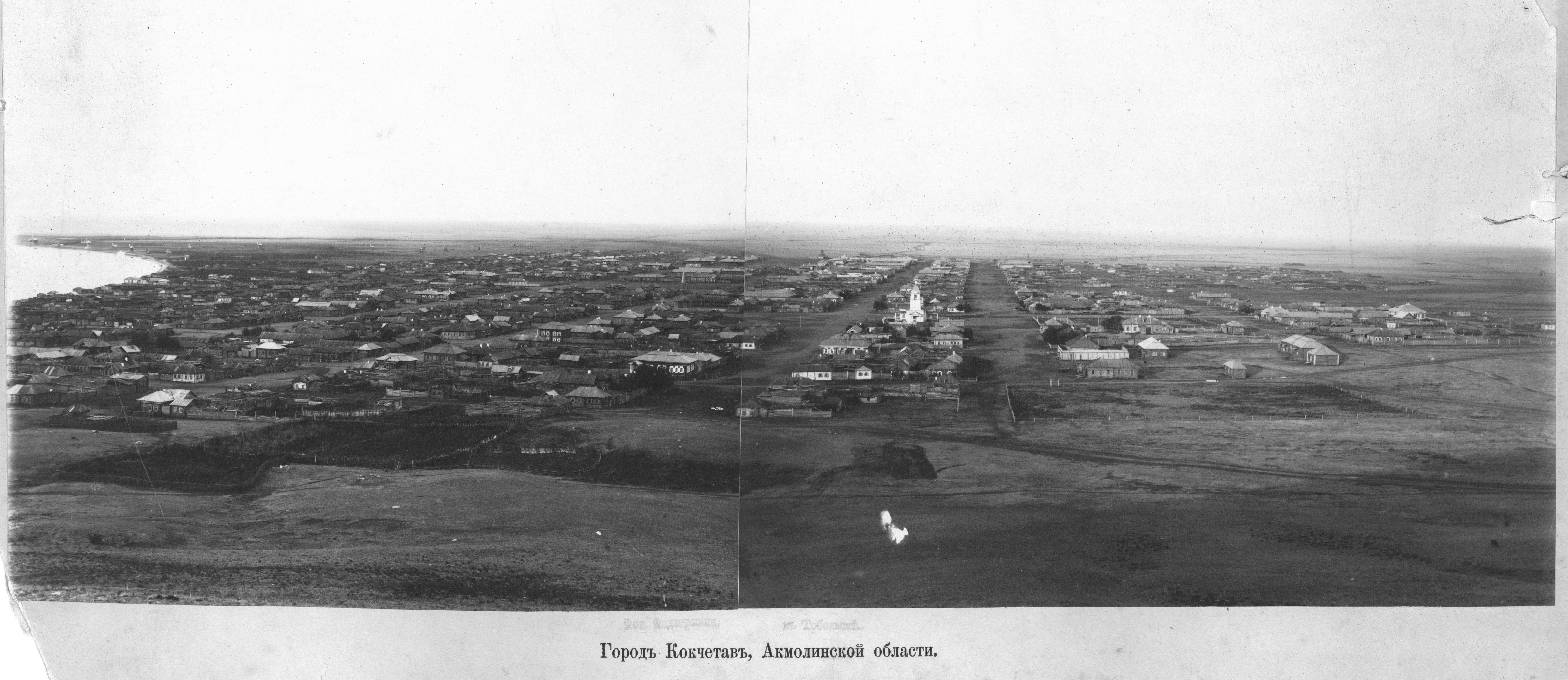
Панорама города Кокшетау с вершины сопки Букпа в 1890 году.

## Комментарии
1. ↑  В первой редакции называлась «Повесть о Кокчетаве».